# Ronde van het District Santarém
Volta ao Distrito de Santarém/RTP (Ronde van het District Santarém) was een meerdaagse wielerwedstrijd die van 2006-2008 medio maart werd georganiseerd in Portugal. In elke editie reed men in vier etappes van startplaats Fátima naar finishplaats Santarem. De koers maakte deel uit als een 2.1 koers van de UCI Europe Tour.
De wedstrijd was de voortzetting van een wedstrijd die vanaf 2000 onder verschillende namen werd verreden.

## Lijst van winnaars
| Wedstrijdnaam                     | Jaar | Winnaar                   |
| --------------------------------- | ---- | ------------------------- |
| GP Portugal Telecom               | 2000 | José Azevedo              |
| GP Mosqueteiros-Rota do Marqués   | 2001 | Igor González de Galdeano |
| GP Mosqueteiros-Rota do Marqués   | 2002 | Rui Lavarinhas            |
| GP Mosqueteiros-Rota do Marqués   | 2003 | Cândido Barbosa           |
| GP Estremadura                    | 2004 | Carlos García Quesada     |
| GP Internacional do Oeste         | 2005 | Cândido Barbosa           |
| Volta ao Distrito de Santarém/RTP | 2006 | Lars Boom                 |
| Volta ao Distrito de Santarém/RTP | 2007 | Robert Hunter             |
| Volta ao Distrito de Santarém/RTP | 2008 | Maurizio Biondo           |